# Bananas (album)
Bananas je sedamnaesti studijski album britanskog hard rock sastava Deep Purple, koji u Americi 2003. godine objavljuje diskografska kuća 'Sanctuary Records',  a u Velikoj Britaniji 'EMI'.
Materijal na albumu sadrži instrumentalnu skladbu "Contact Lost", koju je napisao gitarista Steve Morse, nakon nesreće koja se dogodila u padu 'shuttlea' Columbia, kada je poginulo svih sedam članova posade.
Ovo je prvi Deep Purplov album na kojemu sudjeluje Don Airey na klavijaturama, zamijenivši dotadašnjeg člana sastava Jona Lorda.

## Popis pjesama
1. "House of Pain" (Gillan, Michael Bradford) – 3:34
2. "Sun Goes Down" – 4:10
3. "Haunted" – 4:22
4. "Razzle Dazzle" – 3:28
5. "Silver Tongue" – 4:03
6. "Walk On" (Gillan, Bradford) – 7:04
7. "Picture of Innocence" (Gillan, Morse, Glover, Jon Lord, Paice) - 5:11
8. "I Got Your Number" (Gillan, Morse, Glover, Lord, Paice, Bradford) – 6:01
9. "Never a Word" – 3:46
10. "Bananas" – 4:51
11. "Doing it Tonight" – 3:28
12. "Contact Lost" (Morse) – 1:27

Sve pjesme napisali su Donald Airey, Ian Gillan, Roger David Glover, Steven J. Morse i Ian Anderson Paice, osim:
- "House of Pain" & "Walk On", Ian Gillan, Michael Bradford
- "Picture of Innocence", Ian Gillan, Roger Glover, Jon Douglas Lord, Steve Morse, Ian Paice
- "I Got Your Number", Gillan, Glover, Lord, Morse, Paice, Bradford
- "Contact Lost", Steve Morse

## Izvođači
- Ian Gillan - vokal
- Steve Morse - gitara
- Roger Glover - bas-gitara
- Don Airey - klavijature
- Ian Paice - bubnjevi, udaraljke

## Vanjske poveznice
- Discogs.com - Deep Purple - Bananas